# Fensmark Sogn
Fensmark Sogn 
ist eine Kirchspielsgemeinde (dän.: Sogn)
auf der Insel Sjælland im südlichen Dänemark.
Bis 1970 gehörte sie zur Harde Tybjerg Herred im damaligen Præstø Amt, danach zur Holmegaard Kommune im Storstrøms Amt, die im Zuge der  Kommunalreform zum 1. Januar 2007 in der Næstved Kommune in der Region Sjælland aufgegangen ist.
Im Kirchspiel leben 5282 Einwohner, davon 5217 im Kirchdorf (Stand: 1. Januar 2023).
Im Kirchspiel liegt die Kirche „Fensmark Kirke“.
Nachbargemeinden sind  im Osten Holme-Olstrup Sogn, im Südwesten Holsted Sogn, im Westen Rislev Sogn und im Nordwesten Herlufmagle Sogn.